# دييغو أندرادي
دييغو أندرادي (بالإسبانية: Diego Andrade)‏ (6 يوليو 1992 بغوادالاخارا في المكسيك - ) هو لاعب كرة قدم مكسيكي في مركز الوسط.

## وصلات خارجية
- دييغو أندرادي على موقع قاعدة بيانات كرة القدم.إي يو (الإنجليزية)
- دييغو أندرادي على موقع Soccerway.com (الإنجليزية)
- دييغو أندرادي على موقع AS.com (الإسبانية)